# 蔵王ロープウェイ
蔵王ロープウェイ（ざおうロープウェイ）は、山形県山形市蔵王温泉の蔵王山麓駅と蔵王地蔵山頂駅を結ぶ索道、およびそれを運営する鉄道会社の名称（蔵王ロープウェイ株式会社）である。蔵王山麓駅～樹氷高原駅間は「山麓線」、樹氷高原駅～蔵王地蔵山頂駅間は「山頂線」となっている。両線とも冬季はスキー客、樹氷観光客、夏季は観光・登山客を対象としている。
東武鉄道株式会社が出資しており、東武グループに属する一社となっている。2025年5月15日、東武鉄道と台北大衆捷運股份有限公司の観光旅行事業協力の一環で、同じ東武グループの明智平ロープウェイ（日光交通）、台湾の猫空ロープウェイの三者間で相互交流・連携に関する友好協定を締結。
なお、蔵王温泉には別路線である「蔵王中央ロープウェイ」も存在するため「ロープウェイ」とだけで呼称すると混同するおそれがある。

## 山麓線

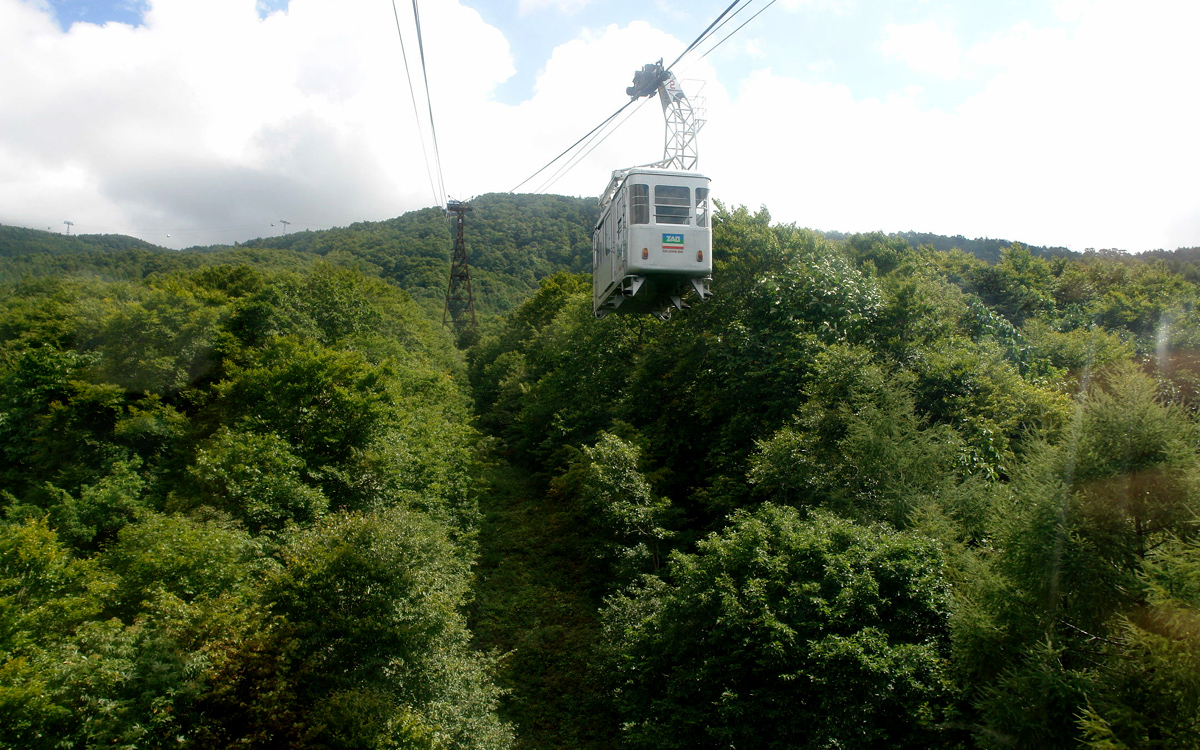
新緑の山麓線

蔵王山麓駅（標高855m）と樹氷高原駅（標高1,331m）を結ぶ索道。
- 運行方式 - 複線交走式ロープウェイ
- 設計、製作 - 安全索道

## 山頂線
樹氷高原駅（標高1,331m）と地蔵山頂駅（標高1,661m）を結ぶ索道。山頂線の所要時間は約10分である。2003年12月に箱根ロープウェイで運用される「フニテル」が日本のスキー場で初めて架設、輸送量が大幅に増え、山頂までの所要時間が短縮された。なお、2003年12月以前の運行方式は、山麓線と同じ複線交走式ロープウェイである。
- 運行方式 - 複式単線自動循環式（DLM）フニテル（2003年12月～）
- 設計、製作 - 日本ケーブル

## 駅一覧

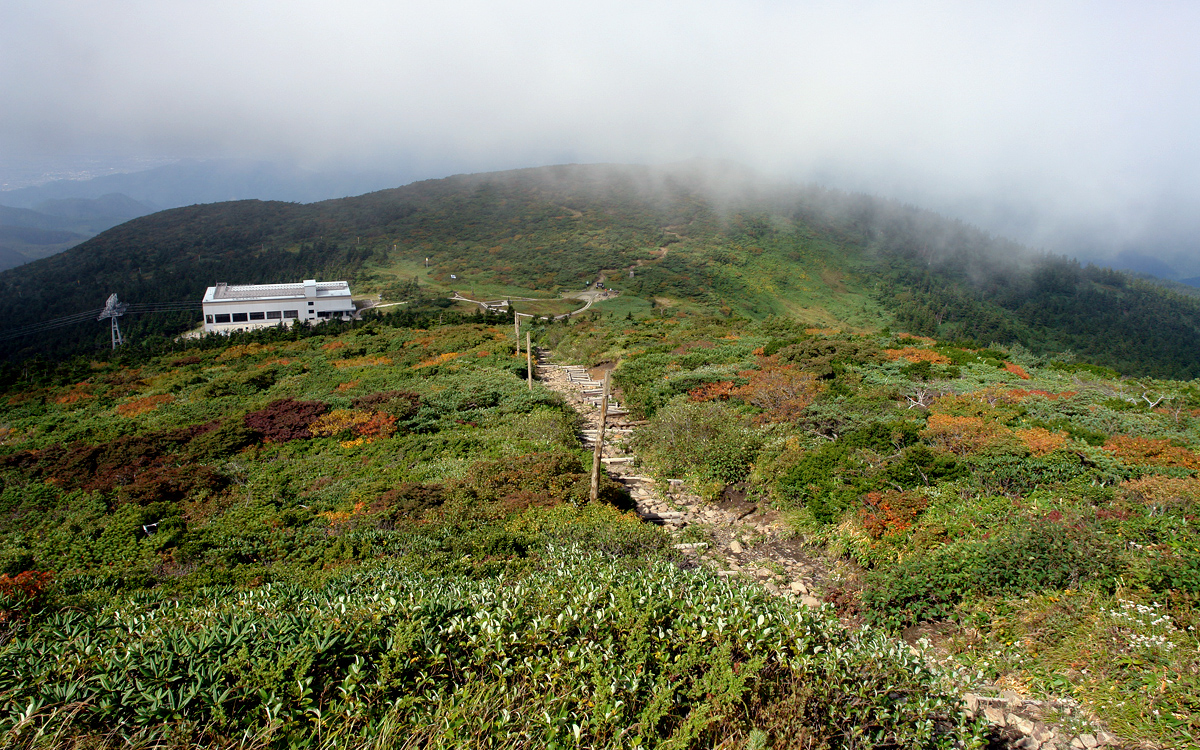
蔵王地蔵山頂駅

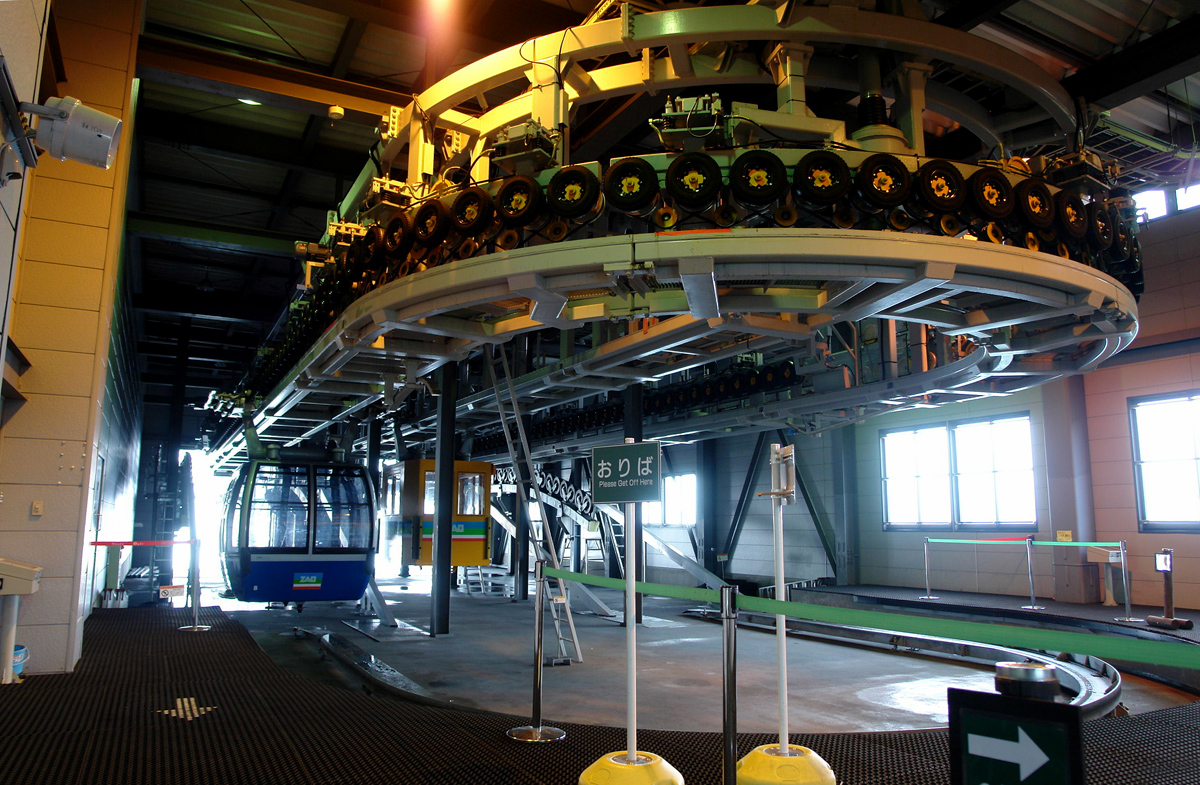
ロープウェー駅内部

- 蔵王山麓駅
標高855m[4]。蔵王温泉スキー場の「横倉ゲレンデ」に位置する。駅構内は長い階段で覆われている。
駅周辺には、蔵王温泉・蔵王ユートピアスキースクール本部がある。
蔵王山麓駅には斎藤茂吉の歌碑（湯の歌碑の一つ）がある[6]。
- 樹氷高原駅 - 山麓線・山頂線乗り換え駅
標高1,331m[4]。蔵王温泉スキー場の「百万人ゲレンデ・ユートピアゲレンデ」の中間に位置する。2003年12月、山頂線のリニューアルに伴い山頂線の駅を改築。簡素な駅舎になる。山麓線の樹氷高原駅は樹氷資料館が併設されている。なお、地蔵山頂駅へ向かう蔵王ロープウェイ山頂線とは別に樹氷高原駅から観松平に向かうリフト（ユートピア夏山リフト）がある[4][5]。
- 蔵王地蔵山頂駅
地蔵山頂駅は標高1,661mにある蔵王ロープウェイの終点で、三宝荒神山（標高1,703m）の手前に位置している[4]。蔵王温泉スキー場としては、「樹氷原コース」（ザンゲ坂）の起点となっている。冬季はスキーだけでなく、樹氷の観光客の利用も多い。駅舎には食堂があり、屋上は展望台となっている。しかし、山頂駅付近は冬季は天候が悪くなりやすく、きれいに樹氷を撮影できるのはまれである。
地蔵山頂駅にも斎藤茂吉の歌碑（山の歌碑の一つ）がある[6]。また地蔵山頂駅には開運の鐘がある[4]。